# Stephen Sack
Pour les articles homonymes, voir Sack (homonymie).
Stephen Sack, né à Plainfield (New Jersey) le 21 août 1955, est un artiste-photographe américain qui construit une œuvre multiple et cohérente autour de « la mémoire chromosomique ». 
Il vit et travaille à Bruxelles. 

## Biographie
Stephen Sack est né à Plainfield dans le New Jersey, le 21 août 1955, dans une famille juive. Après un Bachelor of Arts en histoire et économie à la Rutgers University, il obtient en 1977 une bourse pour étudier l'unification européenne. Arrivé à Bruxelles, il change d'orientation et de continent. Il commence son travail de photographe et suit les cours de l’École supérieure des arts de l’image. Il photographie sa première pièce de monnaie en 1982 et développe le projet auquel il n’a cessé de travailler depuis : la mémoire chromosomique. En 1985, il est le lauréat du prix Émile-Langui (prix de la Jeune Peinture belge) pour The Metal Mirror (Exposition et catalogue British Museum de Londres).

## Œuvre
Stephen Sack a construit un monde personnel qu'il a très tôt appelé la « mémoire chromosomique ». Fasciné par l'action du temps, il n’a cessé de traquer les mutations aléatoires imposées par celui-ci aux images produites par les hommes. Stephen Sack s’interdit de dénaturer artificiellement ce que l’objectif de sa caméra perçoit. Mais, s’il ne recourt à aucun trucage ou filtre, il fait preuve de créativité et de virtuosité techniques pour magnifier les résidus de réalité construite auxquels il applique son regard poétique. Photographe de la trace, il tente de capter, quel que soit le type de documents sur lequel il jette son dévolu, le moment le plus propice à la rêverie où ce qui a été n’est plus qu’à peine deviné pour laisser la place à d’autres interprétations dont il laisse le spectateur libre. En ce sens, sa photographie est une invitation à célébrer une nature où est intervenu l’humain et où le divin n’est jamais loin. Il a notamment photographié des pièces de monnaie antiques (The Metal mirror), des fleurs en herbier (Flora Magica), le verso de gravures de Buffon (Histoire Naturelle), des gargouilles, des pierres tombales…[Interprétation personnelle ?]

## Expositions (sélection)

### Expositions personnelles
- 1981 : Cave Dances, Palais des beaux-arts de Bruxelles
- 1983 : Malte Mythique, musée de la photographie à Charleroi
- 1984 : L'Œil Pluriel, Le Salon d’Art (Bruxelles)
- 1985 : Beursschouwburg (Bruxelles)
- 1985 : Galerie XYZ (Gent)
- 1987 : Galerie Agathe Gaillard (Paris)
- 1988 : Cryptic Messages, Galerie Fred Lanzenberg (Bruxelles)
- 1989 : Chromosomic Memory, Kunst-Station St. Peters (Köln)
- 1990 : Illuminations, Galerie Friedrich (Köln)
- 1992 : L'Histoire naturelle, musée Buffon (Montbard)
- 1993 : Allumette, Palais des beaux-arts de Charleroi
- 1994 : Gargoyles, Galerie Fred Lanzenberg (Bruxelles)
- 1995 : Rétrospective The Chromosomic Memory, Museum van Hedendaagse Kunst Antwerpen (MUKHA)
- 1996 : Landescapes, Galerie Velge et Noirhomme (Bruxelles)
- 1996 : Natural History, James Danziger (New York)
- 1997 : Rétrospective La Mémoire chromosomique, château de Dieppe
- 1999 : The Metal Mirror, The British Museum (Londres)
- 2003 : Lanterna Magica, Galerie Fred Lanzenberg (Bruxelles)
- 2003 : Fantasmagoria, Het Huis van Alijn (Gent)
- 2004 : Fantasmagoria, Deutsches Filmmuseum (Frankfurt)
- 2004 : The Metal Mirror, Gallery Ariel Meyerowitz (New York)
- 2005 : Vases, Musée de la Faience de la manufacture Royal Boch (La Louvière)
- 2006 : O Alquimista da Fotografia, Museu Nacional de Arqueologia (Lisbonne)
- 2007 : Inédit-Ianchelevici vu par Stephen Sack, Musée Ianchelevici  (La Louvière)
- 2008 : Out of time, musée juif de Belgique (Bruxelles)
- 2008 : Flora Magica, Musée de la mine du Nord Pas-de-Calais
- 2010 : Night creatures, Galerie Duqué & Pirson (Bruxelles)
- 2012 : Passions, Cathédrale Saint-Michel et Gudule (Bruxelles)
- 2013 : Passions, Eglises Saint-Merry Paris
- 2014 : Coventina's Well, Chesters Romain Fort Museum - Hadrian's Wall
- 2015 : Embracing emptiness - Photography abd Alchemy of ancient chinese coins, Royal museum of Art and History
- 2015 : The Book of Lost Coins, Museum August Kestner, Hanover
- 2016 : Euro Meltdown, Rijksmuseum van Oudheden, Leiden
- 2018 : The Lost Coins, Federal Public Service Employment Brussels

### Expositions collectives
- 2016 :  Icon(s) Maison Particulière, Bruxelles
- 2013 : Mindescapes, Centrale for Contempory Art Bruxelles
- 2012 : Resistance, The Fine Art Society, Londres
  - Mindscapes, Centrale for contemporary art, Bruxelles
  - Closer to Thee, Galerie Transit, Mechelen, Belgique
- 2010 : Quand la photo prend le temps, La Médiatine, Bruxelles
- 2009 : collection M&M Auer, Museum of Modern Art, Sao Paulo
- 2008 : Amusez Lambeau, Maison du Peuple, Bruxelles
- 2007 : collection de Thomas Nierynck - musée de Mons
- 2006 : Portrait d’une collection : IDEA,
- Musée de la Photographie, Charleroi
- Interioriteit, Gentse Feesten
- 2001 : Paris en 3-D, musée Carnavalet, Paris
- 2000 : The Fifth Element : Money or Art, Kunsthalle Dusseldorf
- 1998 : Opening, James Danziger, New York
  - 90 Jahre : L, Fritz Gruber, Cologne
- 1997 : Hommage to James Lee Byers, Zwalm, Belgique
- 1995 : La Géometrie sacrée, Galerie Marie-Puck Broodthaers, Bruxelles
- 1994 : La Photographie contemporaine, musée d’art moderne de la Ville de Paris
- 1993 : Aktuelel Belgische Kunst, Museum of Photographie, Antwerp

### Œuvres acquises par les musées et institutions suivantes
- Belgique : Bibliothèque royale de Belgique (Bruxelles), Dexia Banque (Bruxelles) ; Musée de la photographie à Charleroi ; L’Hoist Collection de photographie
- 2008 : Musée de la Mine, Lewarde, France
- 2006 : Collection IDEA
- 2003 : Dexia Banque, Bruxelles
- 2002 : Edition of six photo plates, Villeroy & Boch
- 2001 : Peter Cam, Bruxelles
- 2000 : Dorint Hotel, Bruxelles
- 1999 : British Museum, Londres
- 1998 : Stedelijk, Amsterdam
- 1997 : Goldman Sachs, New York
- 1996 : Crédit Lyonnais, Belgique
- 1995 : Musée Nicéphore-Niépce, Chalon-sur-Saône
- New Hotel Siru, Bruxelles
- 1994 : Bibliothèque nationale. Paris
- 1993 : Fondation Spes, Bruxelles
- 1992 : Musée Buffon, Montbard
- 1991 : MUHKA-Museum of Contemporary Art, Antwerpen
- 1990 : Banque Bruxelles Lambert
- 1988 : Musée de la photographie à Charleroi
- 1987 : musée Carnavalet, Paris
- 1986 : musée d’Ixelles, Bruxelles
- Fonds régional d'art contemporain, FRAC Rhône Alpes
- Ministère de la Culture française, Bruxelles
- 1985 : Lauréat du Prix, Emile Langui, La Jeune Peinture Belge
- 1984 : prix de la Galerie d’essai, Arles
- Collection Arden &Andstruther
- 1983 : lauréat du prix de L’UNESCO
- Bibliothèque nationale, Paris
- Chase Manhattan Bank Art Collection
- Banque nationale de Belgique